# Hayastani Ankaxowt'yan Gavat' 2017-2018
La Hayastani Ankaxowt'yan Gavat' 2017-2018 (in italiano Coppa dell'Indipendenza) è stata la 27ª edizione della coppa nazionale armena. Il torneo è iniziato il 21 settembre 2017 ed è terminato il 16 maggio 2018. La squadra detentrice del trofeo era lo Širak.
Il torneo si disputa con la formula ad eliminazione diretta con partite di andata e ritorno. Partecipano alla competizione le sei squadre della Bardsragujn chumb 2018-2019 e due squadre della Aradżin Chumb.

## Quarti di finale
| Squadra 1                      | Totale | Squadra 2     | Andata | Ritorno |
| ------------------------------ | ------ | ------------- | ------ | ------- |
| 13 settembre / 25 ottobre 2017 |        |               |        |         |
| Širak                          | 3 – 1  | Ararat        | 1 – 1  | 2 – 0   |
| 14 settembre / 11 ottobre 2017 |        |               |        |         |
| Ganjasar                       | 7 – 0  | Ararat-Moskva | 3 – 0  | 4 – 0   |
| 20 settembre / 25 ottobre 2017 |        |               |        |         |
| P'yownik                       | 2 – 4  | Banants       | 0 – 0  | 2 – 4   |
| 21 settembre / 19 ottobre 2017 |        |               |        |         |
| Artsakh                        | 1 - 9  | Alaškert      | 1 – 3  | 0 – 6   |

## Semifinali
| Squadra 1                | Totale | Squadra 2 | Andata | Ritorno |
| ------------------------ | ------ | --------- | ------ | ------- |
| 7 marzo / 18 aprile 2018 |        |           |        |         |
| Ganjasar                 | 2 – 1  | Širak     | 1 – 1  | 1 – 0   |
| 8 marzo / 17 aprile 2018 |        |           |        |         |
| Banants                  | 0 – 2  | Alaškert  | 0 – 1  | 0 – 1   |

## Finale
| Arbitro: | Simonyan |

|                                                     |                      |                                                       |
| Musonda 116’                                        | Marcatori            | 105’ Manasyan                                         |
| Ishkanyan Christian Khachatryan Musonda Harutyunyan | Tiri di rigore 4 – 3 | Nenadović Artak Edigaryan Daġbašyan Manoyan Voskanyan |